# Šesti Gabar
Šesti Gabar (en serbe cyrillique : Шести Габар) est un village de Serbie situé dans la municipalité de Knjaževac, district de Zaječar. Au recensement de 2011, il comptait 83 habitants.

## Démographie
| 1948  | 1953  | 1961  | 1971 | 1981 | 1991 | 2002 | 2011 |
| ----- | ----- | ----- | ---- | ---- | ---- | ---- | ---- |
| 1 404 | 1 270 | 1 110 | 774  | 495  | 308  | 173  | 83   |

|  |